# Daoud Abdel Sayed
Daoud Abdel Sayed (àrab: داود عبدالسيد, Dāwud ʿAbd as-Sayyid, dæˈwuːd ʕæbdesˈsæjjed) (el Caire, 23 de novembre de 1946) és un director i guionista egipci. Va començar com a assistent de Youssef Chahine a Al-ard. Ha fet diverses pel·lícules aclamades per la crítica i ha guanyat diversos premis internacionals, sobretot per Ard al-Khof, produïda el 1999.

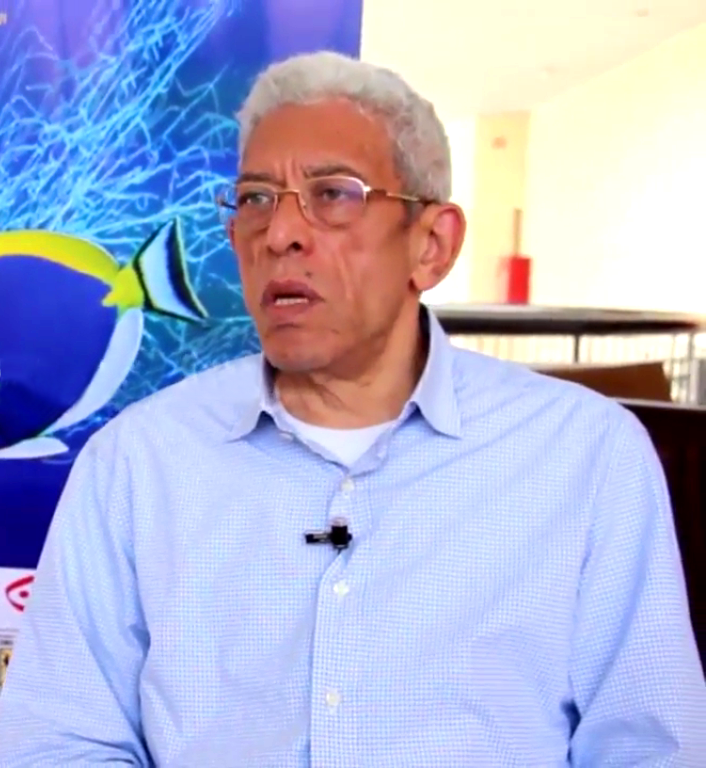
Daoud Abdel Sayed (2017)

## Primers anys
Nascut en una família de classe mitjana copta al Caire, Abd El-Sayed es va graduar el 1967 a l'Institut Superior de Cinema del Caire com a director de cinema. Daoud Abdel Sayed va començar el seu carrera d'assistent de direcció en pel·lícules importants com Al-ard, de Youssef Chahine, Al Ragol Al Lazy Faqad Zaloh, de Kamal El Sheikh, i Awham El Hob. No obstant això, va trobar que la feina d'ajudant de direcció no era per a ell, ja que tenia ambicions més altes com dirigir i produir les seves pròpies pel·lícules: «Aquesta feina no és per a mi perquè necessita molta atenció, una cosa que simplement no tinc.»
És per això que va optar per filmar diversos documentals per tal de representar les agonies quotidianes de la societat egípcia, com ara Sobre el poble i els profetes, produït el 1980, i Treballant al camp, produït el 1979. Aquests documentals van donar a Daoud Abdel Sayed l'oportunitat de barrejar-se amb la societat egípcia dominant i aprofundir en el seu coneixement sobre les diferents classes socials que componen la societat egípcia. Tots aquests factors van afectar profundament la seva realització de pel·lícules més tard a la seva vida.

## Daoud Abdel Sayed i el nou realisme
Daoud Abdel Sayed es refereix a un dels pioners d'una escola de pensament del cinema egipci anomenada «Nou Realisme». Segons Viola Shafik, professora de la Universitat Americana del Caire i autora d'Arab Cinema: history and cultural identity, el Nou Realisme va aparèixer a la dècada de 1980 com un renaixement de l'onada de realisme que havia dominat el cinema egipci als anys 60. L'auge del realisme original als anys 50 va requerir una realització cinematogràfica que reflectís la vida quotidiana de la població indígena egípcia, prestant atenció a l'elecció de l'«home simple» de la classe social baixa i el retrata com a protagonista. El nou realisme, al seu torn, demana essencialment el mateix però utilitza diferents mecanismes d'acció i pel·lícula policial en lloc de melodrama.
Les pel·lícules de Daoud Abdel Sayed no només intenten retratar l'existència realista dels pobles indígenes egipcis, sinó que també intenten mostrar com la seva realitat està experimentant processos de canvi. Al Bahth an Al-Sayyid Marzuq de Daoud Abdel Sayed és una pel·lícula policial que intenta considerar la qüestió de la ciutadania com «mesurada segons el mal funcionament de l'estat-nació modern». Un article del butlletí del Programa d'Estudis de l'Orient Mitjà publicat per la Universitat Americana del Caire explica la història de la pel·lícula i al·ludeix al fet que Daoud Abdel Sayed argumenta, a través dels ulls de l'heroi, que la realitat ha canviat des del principis de la dècada de 1970 com a conseqüència de la pressió imposada a països com Egipte per «modernitzar».

## Premis i nominacions
Abd El-Sayed va rebre diversos premis nacionals i internacionals: millor director per Al-Kit-Kat a la Biennale des Cinémas Arabes de París i al Festival Internacional de Cinema de Damasc el 1992, la Piràmide de Plata al Festival Internacional de Cinema del Caire per la seva pel·lícula Al Bahth an Al-Sayyid Marzuq (1991) i la Piràmide de Plata i el premi al millor guió del mateix festival per la seva pel·lícula Ard al-Khof (1999).
Després dels seus èxits i reconeixements internacionals es va convertir en membre de la Comissió Superior del Festival de Cinema i del Consell Superior de Cultura d'Egipte. Va assistir a diversos festivals de cinema com a jurat, sobretot a la 8a Biennal de Cinema Àrab de París (Institut du Monde Arabe).
La seva pel·lícula de 2011 Rassael el bahr va ser seleccionada com a entrada egípcia per al Millor pel·lícula en llengua estrangera als Premis Oscar de 2010, però finalment no fou seleccionada.

## Filmografia
- Waseyat ragol hakiem fi shoon alqaria wa altaalim (1975)
- Al-sa Alik (1985)
- Al Bahth an Al-Sayyid Marzuq (1990)
- Kit Kat (1991)
- Ard el ahlam (1993)
- Sarek al-farah (1994)
- Ard al-Khof (1999)
- Mowaten we mokhber we haramy (2001)
- Rassayel el bahr (2010)
- Qudrat ghayr adiya (2015)